# 钝叶核果木
钝叶核果木（学名：Drypetes obtusa）为大戟科核果木属下的一个种。

## 扩展阅读
- 維基物種上的相關：钝叶核果木